# Bandera de Senan
La bandera oficial de Senan té la descripció següent:
Bandera apaïsada de proporcions dos d'alt per tres de llarg, verda, amb el muntant blanc sobremuntat d'una flor de lis també blanca; el tot d'una altura de 7/9 parts de l'ample del drap.

## Història
Va ser aprovada el 9 de setembre de 1991 i publicada en el DOGC el 25 de setembre del mateix any amb el número 1497. Està basada en l'escut heràldic de la localitat.